# Oreocereus hempelianus
Oreocereus hempelianus là một loài thực vật có hoa trong họ Cactaceae. Loài này được (Gürke) D.R. Hunt mô tả khoa học đầu tiên năm 1987.